# Magnolia zhengyiana
Magnolia zhengyiana är en magnoliaväxtart som först beskrevs av Nian He Xia, och fick sitt nu gällande namn av Hans Peter Nooteboom. Magnolia zhengyiana ingår i släktet Magnolia och familjen magnoliaväxter. Inga underarter finns listade i Catalogue of Life.